# Balanococcus mediterraneus
Balanococcus mediterraneus är en insektsart som beskrevs av Ferenc Kozár 1983. Balanococcus mediterraneus ingår i släktet Balanococcus och familjen ullsköldlöss. Inga underarter finns listade i Catalogue of Life.